# Melanophylla
Melanophylla, biljni rod manjeg listopadnog drveća ili grmlja iz porodice Toricelliaceae, dio reda celerolike. Postoji osam priznatih vrsta, sve su madagaskarski endemi
Rod je opisan 1884.

## Vrste
1. Melanophylla alnifolia Baker
2. Melanophylla angustior McPherson & Rabenant.
3. Melanophylla aucubifolia Baker
4. Melanophylla crenata Baker
5. Melanophylla dianeae Lowry & G.E.Schatz; otkrivena 2019.
6. Melanophylla madagascariensis Keraudren
7. Melanophylla modestei G.E.Schatz, Lowry & A.-E.Wolf
8. Melanophylla perrieri Keraudren